# Riverside Geyser
De Riverside Geyser is een geiser in het Upper Geyser Basin dat onderdeel uitmaakt van het Nationaal Park Yellowstone in de Verenigde Staten. De geiser ligt vlak naast de rivier Firehole en kreeg haar naam in 1871.
De erupties van de Riverside Geyser vinden plaats om de vijf uur en duren circa 20 minuten. Tijdens een eruptie wordt water 23 meter de lucht in gespoten.